# Käthe Kollwitz Museum Köln

Logo des Kölner Museums

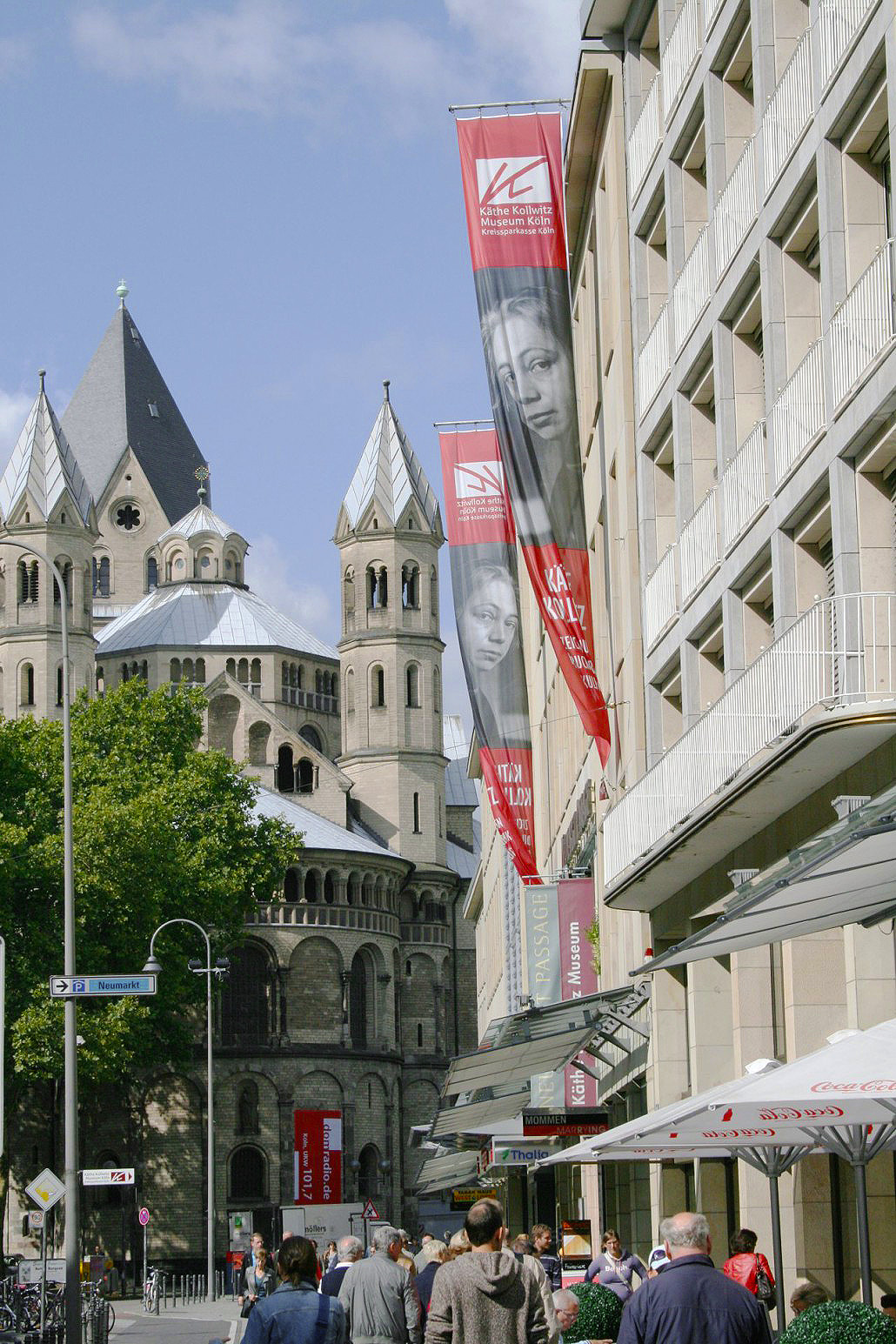
Fassade des Käthe Kollwitz Museums im Juli 2011

Das Käthe Kollwitz Museum am Kölner Neumarkt beherbergt die weltweit umfangreichste Sammlung von Werken von Käthe Kollwitz. Es steht bis heute in enger Verbindung zur Familie Kollwitz. Sein Träger ist die Kreissparkasse Köln. Aufgrund umfangreicher Bau- und Renovierungsmaßnahmen ist das Museum voraussichtlich bis Herbst 2025 geschlossen. Die Wiedereröffnung ist für den 11. Oktober 2025 vorgesehen, dem Gedenkjahr zum 80. Todestag von Köthe Kollwitz und dem 40-jährigen Bestehen des Hauses.

## Museumsgeschichte
Das Käthe Kollwitz Museum Köln wurde 1985 gegründet. Anlass war die erste Präsentation der Käthe-Kollwitz-Sammlung der Kreissparkasse Köln am 22. April 1985, dem 40. Todestages der Künstlerin, in den Räumen der ehemaligen Vorstandsetage des Geldinstituts. Seit 1989 befindet sich das Museum mit 1000 m2 Ausstellungsfläche im Obergeschoss der von Hans Schilling entworfenen Einkaufspassage am Kölner Neumarkt.
Die Sammlungsgeschichte begann 1976, als im Kontext einer Kollwitz-Ausstellung in der Kundenhalle der Kreissparkasse zwei Lithographien der Künstlerin erworben wurden. Zusammen mit dem Ankauf eines Konvoluts von 60 Zeichnungen aus kollwitzschem Familienbesitz im Jahr 1983 bilden diese den Grundstock für die heute umfangreichste Kollwitz-Sammlung von insgesamt rund 300 Zeichnungen, über 500 druckgraphischen Blättern sowie sämtlichen Plakaten und dem gesamten museal greifbaren plastischen Werk der Künstlerin.
Das Engagement der Bank als Trägerin des Museums ist durch die geschichtlichen Bezüge, die zwischen dem Kollwitzschen Œuvre und den historischen Wurzeln des deutschen Sparkassenwesens bestehen, motiviert. Die Themen der Künstlerin – Armut, Hunger, Leid – stehen für menschliche Nöte, zu deren Überwindung auch die Sparkassen im 19. Jahrhundert angetreten sind. Zudem stellt sich die Kreissparkasse Köln mit der Museumsgründung in die mäzenatische Tradition der Bürgerstadt Köln.
Gemäß einer Vereinbarung mit der Erbengemeinschaft Kollwitz wird die Sammlung ständig komplettiert, dokumentiert, der wissenschaftlichen Forschung zugänglich gemacht und der Öffentlichkeit präsentiert.
Die Kreissparkasse Köln unterstützt auch das Käthe-Kollwitz-Haus Moritzburg, u. a. indem das Käthe Kollwitz Museum Köln seit 1994 Eintritt erhebt – ein Solidarbeitrag der Besucher für die Gedenkstätte.

## Leitung
Hans-Joachim Möhle, Vorstandsvorsitzender der Kreissparkasse Köln, engagierte Jutta Bohnke-Kollwitz, die Enkelin von Käthe Kollwitz als Gründungsleiterin des Käthe Kollwitz Museums Köln. Von Januar 1990 bis März 2022 hatte Hannelore Fischer die Direktion inne. Ihre Nachfolgerin wurde Katharina Koselleck.

## Sammlung
Im Bereich der Druckgraphik befinden sich sämtliche große Werkfolgen im Museumsbesitz: Die frühen, nach literarischen Vorlagen entstanden Radier-Zyklen Ein Weberaufstand (1893–1897) und Bauernkrieg (1901–1908), die Holzschnittfolgen Krieg (1921/1922) und Proletariat (1925) sowie die späte lithographierte Folge Tod (1934–1937).
Hinzu kommen singuläre Werke wie die große Farblithographie Selbstbildnis en face (1903/1904), die als experimentelles Blatt ohne Auflage blieb, oder die letzte Lithographie Saatfrüchte sollen nicht vermahlen werden (1941), das Vermächtnis der Künstlerin gegen Soldatentod und Krieg.
Sammlungsschwerpunkte im Bereich der Zeichnungen bilden zum einen besondere frühe Werke wie die Kohlezeichnungen für die satirische Zeitschrift Simplicissimus oder drei der insgesamt zehn erhaltenen farbigen Pastelle, zum anderen das Spätwerk mit Blättern zum Thema „Tod“. Hinzu kommen Bleistift- oder Kohlezeichnungen zu den Themen „Familie“, „Politik“ oder „Krieg“, Liebesszenen und Akte aus der sog. „Secreta“-Mappe, Selbstporträts und Arbeiter-Bildnisse.
Vorhanden ist ebenso eine umfangreiche Sammlung von skizzenhaften Vorzeichnungen für das Mahnmal „Trauerndes Elternpaar“ (1914–1932) auf dem Soldatenfriedhof in Vladso sowie für die Druckfolgen, schwerpunkthaft zur Entstehungsgeschichte der Zyklen „Bauernkrieg“ (1901–1908) und „Krieg“ (1921/22).
Komplett vorhanden sind ebenso die Plakate, die Käthe Kollwitz getreu ihrer Devise „Ich will wirken in dieser Zeit“ vor allem in den 1920er Jahren gegen den Krieg und für soziale Gerechtigkeit, Humanität und Frieden geschaffen hat. Nahezu vollständig ist auch die Buchgraphik von Käthe Kollwitz.
Besondere Bedeutung liegt im Sammlungsbestand der plastischen Arbeiten mit sämtlichen 15 museal greifbaren Bronzeplastiken, die fast alle in seltenen frühen Güssen im Museum zu sehen sind. Zusammen mit der Kopie der „Trauernden Eltern“ in der Kirchenruine Alt St. Alban (1956 durch die Werkstatt Ewald Mataré von dessen Schülern Erwin Heerich und Joseph Beuys geschaffen) und dem „Grabrelief Levy“ (1938) auf dem jüdischen Friedhof in Köln-Bocklemünd ergibt sich so in Köln die Möglichkeit, das bildhauerische Gesamtwerk der Künstlerin zu überblicken.

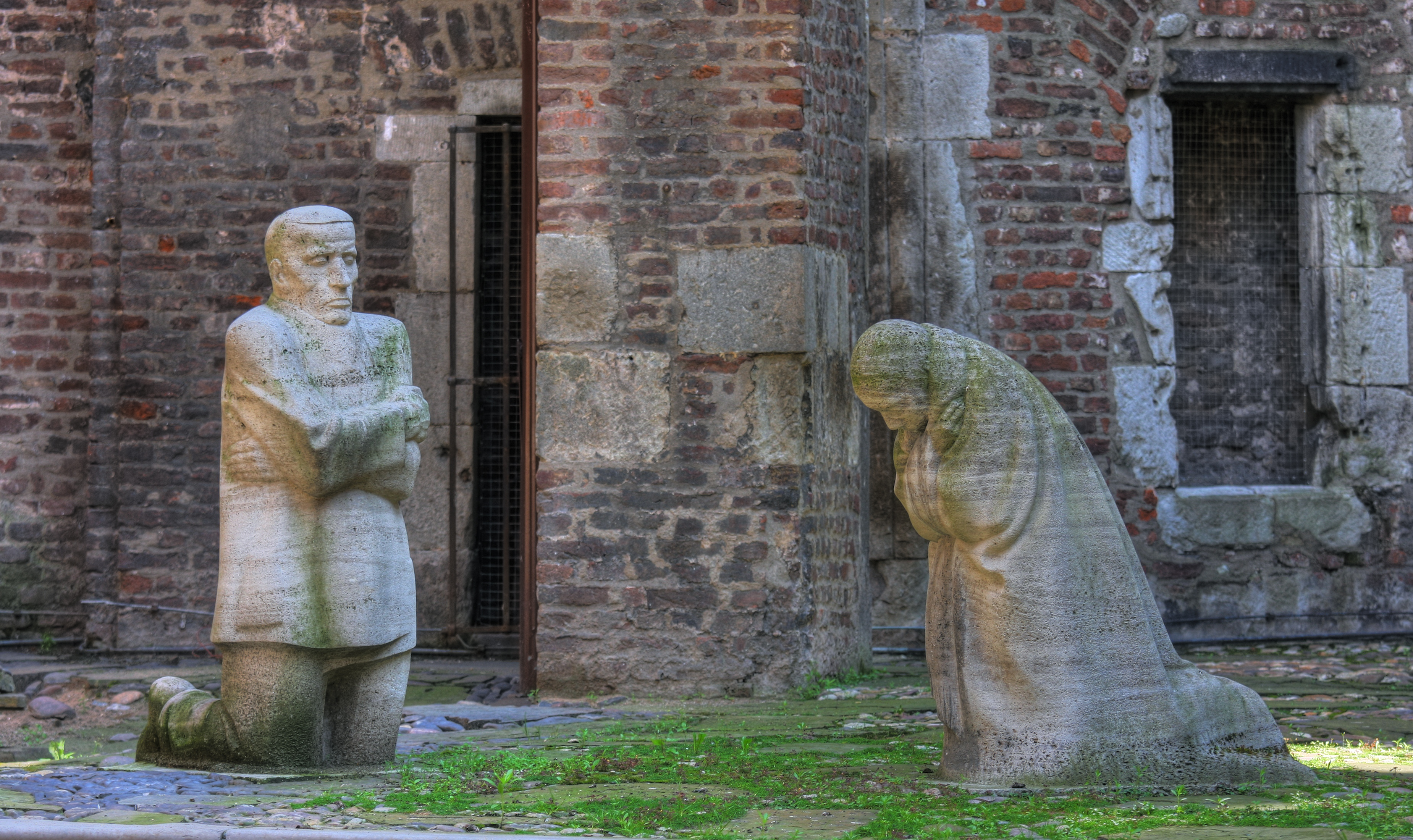
Käthe Kollwitz, Trauernde Eltern (1914–1932), Kopie in Alt St. Alban, Köln
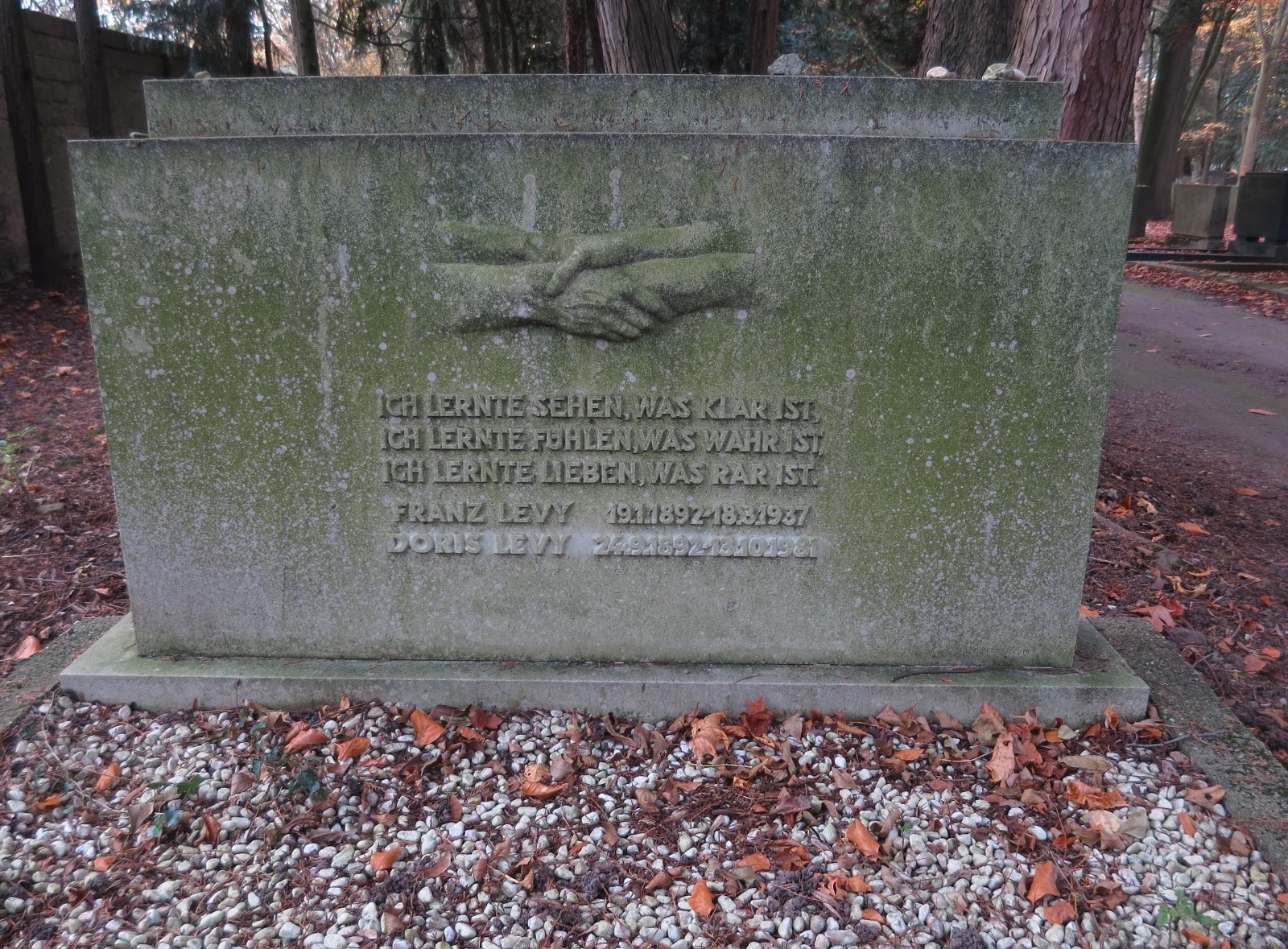
Käthe Kollwitz, Grabrelief für Franz Levy (1938), Jüdischer Friedhof Köln-Bocklemünd (Flur 1 A Nr. 60)

## Forschung
Zur wissenschaftlichen Erforschung und Dokumentation von Leben und Werk der Käthe Kollwitz führt das Kölner Museum eine Fachbibliothek mit Publikationen von und über Käthe Kollwitz sowie Literatur zu Künstlern, die in ihrem Umfeld gewirkt haben. Darüber hinaus wurde im Jahr 2002 durch die finanzielle Unterstützung des Museumsträgers das Werkverzeichnis der Druckgraphik in Neubearbeitung von Alexandra von dem Kneesebeck veröffentlicht oder im Jahr 2010 eine umfangreiche Monographie mit grundlegend neuen Erkenntnissen der Kollwitz-Forschung herausgegeben. Im März 2016 hat das Museum in Zusammenarbeit mit Annette Seeler das Werkverzeichnis der Plastik von Käthe Kollwitz vorgelegt, der dazugehörige Onlinekatalog wurde im Mai 2016 freigeschaltet. Aktuell überarbeitet und erweitert Hannelore Fischer, die ehemalige Direktorin des Museums, das Werkverzeichnis der Zeichnungen von Käthe Kollwitz.

## Ausstellungen
Neben der Präsentation seiner ständigen Sammlung zeigt das Museum überwiegend monographische Sonderausstellungen mit Werken von Künstlern, deren Arbeit historisch oder thematisch im Bezug zu Käthe Kollwitz steht. Weitere Ausstellungen stellen künstlerische Techniken in den Mittelpunkt. Seit 2006 werden parallel zur photokina und dem Festival der Internationalen Photoszene Köln auch Ausstellungen mit Fotografien gezeigt.

### Sonderausstellungen seit 2020
- 2023: BEGEGNUNGEN – Käthe Kollwitz zu Gast im Wallraf, 18. August bis 26. November 2023
- 2023: BEGEGNUNGEN – Käthe Kollwitz zu Gast in der Kölner Domschatzkammer, 18. Mai bis 10. September 2023
- 2023: BEGEGNUNGEN – Käthe Kollwitz zu Gast im Museum Ludwig, 28. Februar bis 4. Juni 2023
- 2022: TRANSIT. Chorweiler x Kollwitz, 24. November bis 11. Dezember 2022
- 2022: Der neue SIMPLICISSIMUS. Satire für die Bonner Republik, 1. Juli bis 3. Oktober 2022, Kuratoren: Uwe Westfehling und Katharina Koselleck.[13]
- 2022: Kollwitz Kontext – Das Werk hinter den Meisterwerken. Ausstellung zum Erscheinen der Monografie „Käthe Kollwitz. Der Werküberblick 1888-1942“[14], 11. März bis 19. Juni 2022.

### Vergangene Sonderausstellungen seit 2010
- 2021: Maria Lassnig. Die Sammlung Klewan, 1. Oktober 2021 bis 9. Januar 2022.
- 2021: „Der Ausdruck der Augen vergrübelt und fern“ – Käthe Kollwitz. Porträts im Fokus, 19. August bis 26. September 2021.
- 2021: Feuer und Erde. Jan Kollwitz – Japanische Keramik, 19. bis 29. August 2021
- 2021: Friedrich Seidenstücker – Leben in der Stadt. Fotografien der 1920er bis 1940er Jahre, Stiftung Ann und Jürgen Wilde, Bayerische Staatsgemäldesammlungen, 21. Mai bis 15. August 2021.
- 2021: Käthe Kollwitz und Gerhart Hauptmann – Berührungspunkte, Kabinettausstellung vom 4. Juni bis 4. Juli 2021.
- 2020/21: Art déco. Grafikdesign aus Paris. Die Sammlung des Museum für Kunst und Gewerbe Hamburg, 25. September 2020 bis 16. Mai 2021.

- Berliner Realismus. Von Käthe Kollwitz bis Otto Dix, in Zusammenarbeit mit dem Bröhan-Museum Berlin (10. Oktober 2019 bis 5. Januar 2020)
- Kollwitz im Esszimmer – Leben mit ‚schwerer Kost‘ … Einblicke in private Kollwitz-Sammlungen (4. Juli bis 29. September 2019)
- Anja Niedringhaus. Bilderkriegerin (29. März bis 30. Juni 2019)
- Käthe Kollwitz – Zeitenwende(n). Aufbruch und Umbruch zwischen Kaiserreich und Nationalsozialismus (10. Januar bis 24. März 2019)

- Der Bildhauer denkt! Gerhard Marcks – von der Zeichnung zur Plastik (2. März bis 3. Juni 2018)
- Japan beginnt an der Ostsee: Jan Kollwitz – 30 Jahre japanische Keramik (7. bis 17. Juni 2018)
- Zeitenwende(n) – Aufbruch und Umbruch im Werk von Käthe Kollwitz (19. Juni bis 16. September 2018)
- Éva Besnyő – Photographin: Budapest, Berlin, Amsterdam (21. September bis 9. Dezember 2018)

- „Die Seele nach außen“ – Kollwitz in Selbstbildnissen: Zwei bedeutende Neuzugänge der Kölner Sammlung in ihrem Kontext (12. Januar bis 22. Februar 2017)
- Aufstand! Renaissance, Reformation und Revolte im Werk von Käthe Kollwitz (11. März bis 5. Juni 2017)
- Gustav Seitz: Ein Denkmal für Käthe Kollwitz (13. Juni bis 17. September 2017)
- Kollwitz neu denken – Käthe-Kollwitz-Preisträger der Akademie der Künste, Berlin (29. September bis 10. Dezember 2017)
- Selbstbildnisse – Tremezza von Brentano zum 75. Geburtstag (15. Dezember 2017 bis 25. Februar 2018)

- Annelise Kretschmer – Entdeckungen. Photographien 1922 bis 1975 (16.9. bis 8.1.2017)
- Der Steindruck im Fokus – Finessen der Farblithographie. Von illustrativen Werbedrucken über Käthe Kollwitz zu Otto Dix (21.7. bis 11.9.2016)
- Gussgeschichte(n). Das plastische Werk von Käthe Kollwitz in Gips, Stucco, Bronze und Zink. Ausstellung zur Herausgabe des ersten Werkverzeichnisses der Plastik von Käthe Kollwitz (3.3. bis 5.6.2016)

- „…ich will wahr sein, echt und ungefärbt.“ Käthe Kollwitz in allen Facetten ihres Schaffens (8.12.2015 bis 3.2.2016)
- Hann Trier – „Ich tanze mit den Pinseln“. Aquarelle und Zeichnungen der 50er + 60er Jahre (18.9. bis 29.11.2015)
- „Wie war mein Leben stark in Leidenschaft.“ – Käthe Kollwitz in Photographien und Selbstzeugnissen (23.4. bis 28.6.2015)
- Karin Kneffel. Arbeiten auf Papier (16.1. bis 19.4.2015)

- Apokalypsen – Daheim und an der Front. Käthe Kollwitz, die deutschen Expressionisten und der Erste Weltkrieg (17.10.2014 bis 11.1.2015)
- Das Auge des Arbeiters – Arbeiterfotografie um 1930 (15.8. bis 12.10.2014)
- Nähe und Distanz – Die Graphikerin Ottilie Ehlers-Kollwitz (4.5. bis 15.6.2014)
- Emil Orlik – Zwischen Japan und Amerika (1.2. bis 27.4.2014)

- Berliner Impressionismus – Werke der Berliner Secession aus der Nationalgalerie (12.10.2013 bis 26.1.2014)
- Die Künstlerin wählt selbst – Die beiden großen Mappenwerke von Käthe Kollwitz aus den 20er Jahren in ihrem Kontext (13.6. bis 29.9.2013)
- Als Kitsch noch Kunst war – Farbendruck im 19. Jahrhundert aus der Sammlung des Museum für Kunst und Gewerbe Hamburg (22.3. bis 9.6.2013)
- Max Uhlig – Mensch und Landschaft. (17.1. bis 17.3.2013)

- Lotte Jacobi – Photographien (14.9. 2012 bis 6.1.2013)
- Käthe Kollwitz – Ausdruck durch Form. Von der Radierung über die Lithographie zum Holzschnitt (14.6. bis 9.9.2012)
- Wilhelm Loth – Skulpturen und Zeichnungen der 1950er und 1960er Jahre (30.3. bis 10.6.2012)
- „Wo ist die neue Form für den neuen Inhalt?“ Der Zusammenhang von Technik und Motiv im Werk von Käthe Kollwitz (12.1. bis 25.3.2012)

- Alfred Kubin – „Nebenwelten.“ (7.10. 2011 bis 8.1.2012)
- „reingeschnitten, ausgeschnitten, überschnitten.“ Die Entwicklung eines Bildmotivs am Beispiel neu erworbener Holzschnitte (28.7. bis 2.9.2011)
- GesichtZeigen. Positionen zeitgenössischer Künstlerinnen zum Portrait (27.5. bis 17.6.2011)
- Karl Arnold – „Hoppla, wir leben!“ Berliner Bilder aus den 20er Jahren (25.3. bis 22.5.2011)
- Nachklang: Die Pariser Werke in der Kölner Kollwitz Sammlung (8.2. bis 20.3.2011)

- „Paris bezauberte mich...“ – Käthe Kollwitz und die französische Moderne (29.10.2010 bis 30.1.2011)
- 25 Jahre Käthe Kollwitz Museum Köln. Ein Sammlungsüberblick mit Neuerwerbungen (14.5. bis 6.10.2010)
- Jan Kollwitz – Japanische Keramik (8. bis 18.7.2010)
- aus/gezeichnet/zeichnen – Eine Ausstellung der Akademie der Künste Berlin in Zusammenarbeit mit dem Käthe Kollwitz Museum Köln (12.3. bis 9.5.2010)